# Келлер, Джозеф
Джозеф Бишоп Келлер (англ. Joseph Bishop Keller; 31 июля 1923 — 7 сентября 2016) — американский математик, специализировавшийся в сфере прикладной математики. Наиболее известен своей работой о геометрической теории дифракции.

## Образование и работа
Родился в Патерсоне, учился в школе Eastside High School, где был членом команды по математике. После получения в 1943 г. степени бакалавра в Нью-Йоркском университете получил там же в 1948 году степень PhD под руководством Рихарда Куранта. Был профессором математики в Курантовском институте математических наук Нью-Йоркского университета до 1979 года. Затем работал профессором математики и машиностроения в Стэнфордском университете до 1993 года, когда стал эмеритом.

## Исследования
Работал над применением математики к проблемам в области науки и техники, таким как распространение волн. Он внёс вклад в метод Эйнштейна — Бриллюэна — Келлера для вычисления собственных значений в квантово-механических системах.
За глубокий и новаторский вклад, в частности, в изучение распространения электромагнитных, оптических и упругих волн, а также в гидромеханику, механику твёрдого деформируемого тела, квантовую и статистическую механику Келлер был удостоен премии Вольфа.

## Общественная деятельность
В 1992 году подписал «Предупреждение человечеству».

## Награды и звания
- 1981 — Медаль Эрингена[англ.]
- 1984 — Медаль Тимошенко
- 1988 — Национальная научная медаль США в номинации «Математика, статистика и компьютерные науки», «For his outstanding contribution to the geometrical theory of diffraction. This is a major extension of geometrical optics which succeeds, after many centuries, in adding the physics of diffraction to the simple ray concepts of optics and of other wave motions»
- 1996 — Премия Неммерса по математике, «For distinguished work in applied mathematics, solving problems of wave propagation, mathematical modeling, and analysis of physical phenomena»
- 1997 — Премия Вольфа по математике, «За его новаторский вклад, в частности, в теорию распространения электромагнитных, световых, звуковых волн, а также в механику жидкостей, твердых тел, квантовую и статистическую механику»
- 1999 — Шнобелевская премия
- 2012 — Шнобелевская премия

## Семья
Брат Джозефа Б. Келлера, Герберт Б. Келлер — тоже математик, занимавшийся вычислительными метолдами, вычислительной математикой, теорией бифуркаций, путями следования и гомотопическими методами, а также вычислительной гидродинамикой. Работал профессором Калифорнийского технологического института. Оба брата внесли вклад в изучение электромагнетизма и в гидродинамику.